# Colman (Dakota Południowa)
Colman – miasto w Stanach Zjednoczonych, w stanie Dakota Południowa, w hrabstwie Moody.